# Bewertungssystematik
Als Bewertungssystematik wird ein Schema zur Bewertung von Anwendungen, Abläufen oder Personen bezeichnet.

## Allgemeines
Durch eine Bewertungssystematik soll das Bewertete vergleichbar eingeordnet werden, indem diesem zum Beispiel eine Note oder Punktzahl zugewiesen wird. Das Nutzen einer Bewertungssystematik steigert sowohl die Transparenz als auch die Aussagekraft der Bewertung, da Bewertetes durch objektive Kriterien ermittelt wurde. Dadurch wird nachvollziehbar offengelegt, welches Merkmal bzw. Merkmalsausprägung ausschlaggebend für das Ergebnis der Bewertung war. Hierdurch wird strukturierteres Vorgehen in der Betriebs-Wirtschaftsplanung sowie dem Qualitätsmanagement erleichtert.
Große Relevanz spielt die Bewertungssystematik in Bereichen wie zum Beispiel dem Pflegegutachten, in wissenschaftlichen Arbeiten oder für Optimierungs- und Überwachungsprozesse in der Industrie.

## Aufbau einer Bewertungssystematik
Ziel einer Bewertungssystematik ist es, anhand von Daten Aussagen über eine oder mehrere Eigenschaften eines Objekts, Systems oder einer Person zu treffen. Es soll also eine spezifische Wertung vorgenommen werden.
Dies ist möglich, indem Merkmale, also Eigenschaften beziehungsweise Variablen, auf ihre Ausprägung überprüft werden. Die sogenannte Merkmalsausprägung beschreibt also, wie sich das Bewertete in dem entsprechenden Merkmal verhält. Das Merkmal muss unterschiedliche Merkmalsausprägungen haben. Gibt es nur eine Merkmalsausprägung, so ist das Merkmal konstant und so unsinnig, es als solches mit in die Bewertung einzubeziehen. Bewerten wir zum Beispiel Äpfel auf ihr Aussehen und ein Merkmal wäre die Farbe, wobei alle Äpfel rot sind, so kann das Merkmal Farbe ebenso weggelassen werden, da hierdurch kein Bewertungsunterschied erfolgen würde.
Durch Gewichtung der Merkmale kann jedem Merkmal eine bestimmte Relevanz zugewiesen werden. Die Wahl der Merkmale, die Merkmalsausprägungen sowie die Gewichtung der Merkmale sind dabei ausschlaggebend für die Aussagekraft und Sinnigkeit der Bewertungsergebnisse. Da sich selbst ähnliche Anwendungen zumindest im Detail unterscheiden und somit unterschiedliche Anforderungen an ihre Merkmale, Merkmalsausprägungen und Gewichtungen haben, muss für fast jede Anwendung eine neue Bewertungssystematik erstellt werden.
Beim Erstellen einer Bewertungssystematik ist darauf zu achten, dass das Bewertete alle Merkmale besitzt, die in die Bewertung mit einfließen, da nur so eine ganzheitliche Bewertung sinnvoll stattfinden kann. Wollen wir zum Beispiel bewerten, wie aggressiv ein Tier ist und ein Merkmal der Bewertungssystematik Bellen ist, mit der Merkmalsausprägung gebellt oder nicht gebellt, so kann keine relevante Bewertung beim Testen einer Katze erwartet werden, da auch eine aggressive Katze nicht bellen würde. Oft wird daher beim Erstellen einer passenden Bewertungssystematik mit der Wahl der passenden Merkmale begonnen. Anschließend kann durch Festlegen der Gewichtungen, das Bewertungsergebnis angepasst werden.

## Bewertungssystematik des Pflegegrades
In Deutschland erfolgt die Feststellung des Pflegegrades seit dem 1. Januar 2017 über eine gesetzlich vorgeschriebene, standardisierte Bewertungssystematik. Es handelt sich dabei um ein Punktesystem.
Die Bewertung des Pflegegrades findet an sechs unterschiedlich gewichtete Modulen statt, welche jeweils durch Unterkategorien eine Punktzahl erhalten. Diese Unterkategorien, welche eine Eigenschaft selbständigen Handelns abfragen, werden durch einen Gutachter oder eine Gutachterin mit einer Punktzahl zwischen null und drei bewertet. Diese stehen für die Stärke der Beeinträchtigung der Selbständigkeit.
Aus den Punktzahlen für die Kriterien wird die Summe gebildet und so die Stärke des Defizits für das jeweilige Modul ermittelt.
Die Bewertung des Moduls findet aufsteigend in fünf Schweregraden statt. Keine, geringe, erhebliche, starke und stärkste Defizite. Nun wird entsprechend der Gewichtung dem jeweiligen Moduls eine Gesamtpunktzahl zugewiesen. Die Gewichtung entsteht durch die unterschiedlichen möglichen Höchstpunktzahlen in den einzelnen Modulen. Ist ein Defizit in einem Modul hoch, so ist auch die Punktzahl für das entsprechende Modul hoch, wobei der höchstmögliche Defizit auch der höchstmöglichen Punktzahl entspricht.
Anschließend wird die Summe der Modulpunkte in den Pflegegrad umgerechnet. Die Bewertung läuft hier, wie in der Modulbewertung auf eine Skala von null bis vier also von keine bis schwerste Beeinträchtigung. Diese Abstufungen entsprechen analog dem Pflegegrad. Die maximale Punktzahl für alle Module beträgt 100, wobei jedem Pflegegrad ein Intervall zugewiesen wird.